# You Keep Coming Back Like a Song
You Keep Coming Back Like a Song ist ein Lied, das Irving Berlin für den Soundtrack des Musikfilms Blau ist der Himmel (Blue Skies) von Stuart Heisler aus dem Jahr 1946 komponierte und textete. Im Film wird es von Bing Crosby vorgetragen. Der Refrain lautet: You keep coming back like a song, A song that keeps saying ‚Remember‘ … und handelt davon, dass die Erinnerung immer wieder zurückkommt, wie ein alter Song, den man liebt, und dem man nicht entrinnen kann (Can’t run away from you, dear…). 

## Werdegang des Songs
Nach Ansicht des Berlin-Biographen Edward Jablonski wurde der Song, der die Liebe von Irving Berlin zu seiner Frau Elin reflektiert, möglicherweise bereits 1943 geschrieben, aber erst im vorgenannten Film veröffentlicht: Im Finale von Blue Skies singen Bing Crosby und die weibliche Hauptdarstellerin Joan Caulfield den Song gemeinsam.
Bing Crosby war mit dem Song im Januar 1946 sechs Wochen auf Platz 12 in den US Billboard-Charts und in Australien im Januar 1947 einen Monat lang auf Platz 1. In der Liste seiner erfolgreichsten Songs befindet sich das Lied auf Rang 39.
Dinah Shore nahm das Lied ebenfalls auf und konnte damit in den USA den größeren Erfolg gegenüber Crosby verbuchen. Shore nahm ab Juni 1947 drei Wochen Platz 5 in den Billboard Charts ein und war ebenfalls auf Platz 5 in der Hit Parade von 1946, außerdem im Juni 1947 für einen Monat auf Platz 1 in Australien. Der Song nimmt Platz 8 in der Auflistung ihrer erfolgreichsten Songs ein. Bing Crosby war mit seiner Version im Jahr 1946 auf Platz 27 der Billboard Charts, Dinah Shore auf Platz 31. Crosbys Version dagegen war in Großbritannien erfolgreicher.

## Coverversionen
existieren unter anderem von
- Jo Stafford
- Georgia Gibbs (Aufnahme von 1946 bei Majestic Records)
- Johnny Thompson (Aufnahme von 1946 mit dem Orchester Paul Whiteman)
- Frank Sinatra, der das Lied anlässlich der Radiosendung Songs By Sinatra sang. Veröffentlicht wurde die Aufnahme unter The Unheard Sinatra Vol. 1[8] sowie auf dem Album The Very Best of the Irving Berlin Songbook.
- Red Garland (Album Red Garland Revisited!, 1957)
- Ella Fitzgerald (Album Ella Fitzgerald Sings the Irving Berlin Songbook, 1958)
- BarbershopMe – Interstate Rivals von 2012 sowie von The Newfangled Four (2015)

Im Bereich des Jazz wurde der Song auch von Charlie Barnet (1946), Vido Musso/Skip Nelson (1947), Elliot Lawrence (1947), Jackie Davis (um 1955), Tony Perkins (1958), Chuck Foster (um 1985), Ronnie Wells (1991) und Frank Strazzeri (1994) gecovert.

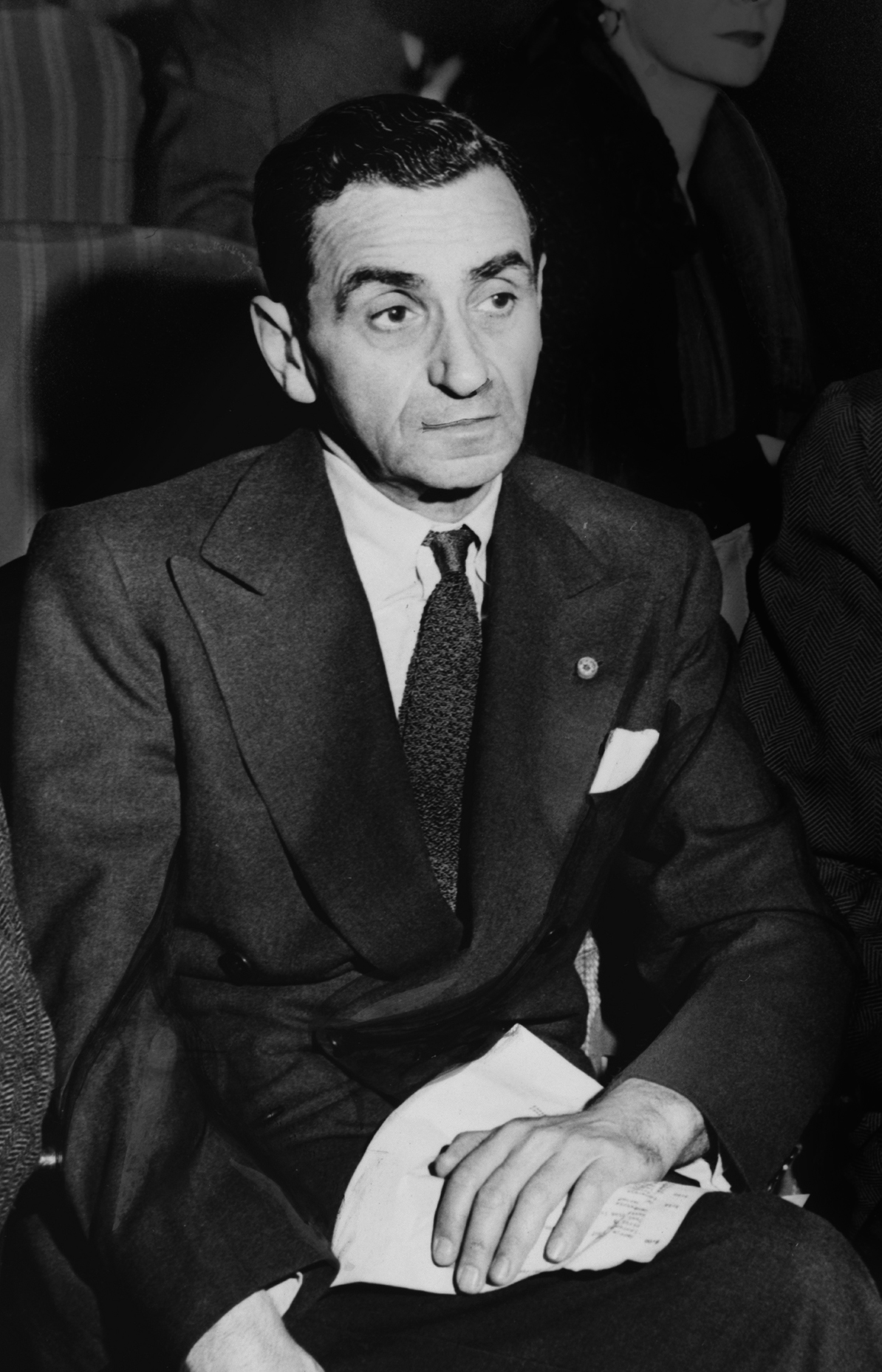
Irving Berlin, der das Lied für den Film Blau ist der Himmel komponierte und textete

## Auszeichnung/Nominierung
1948 war Irving Berlin mit You Keep Coming Back Like a Song in der Kategorie „Bester Song“ für einen Oscar nominiert. Die Auszeichnung ging jedoch an Johnny Mercer und Harry Warren für ihr Lied On the Atchison, Topeka and the Santa Fe aus dem Musicalfilm The Harvey Girls.